# Трапезников, Владимир Константинович
Влади́мир Константи́нович Трапе́зников — художник-постановщик высшей категории, член Союза кинематографистов России с 1988 года.

## Биография
- 1976—1981 гг. — Художественно-графический факультет Казахского педагогического института им. Абая (КазПИ, г. Алма-Ата)
- 1987—1993 гг. — Художественный факультет ВГИК, мастерская проф. М. А. Богданова, рисунок — Г. А. Мясников, С. Е. Токарев, живопись — В. А. Васин (ВГИК (г. Москва).
- Ученик П. Я. Зальцмана

## Фильмография
2010 — «Собр», 8 серий (реж. С. Мареев)

2009 — «Розы для Эльзы» (реж. Е. Кончаловский)

2008 — «Москва, я люблю тебя!» серия короткометражных разножанровых фильмов о Москве:

«Этюд в светлых тонах» (реж. В.Чигинский),
«Королева» (реж. А. Сурикова),
«Ну что сказать вам, москвичи…» (реж. Е. Кончаловский),
«Концертная сюита» (реж. Г. Натансон),
«Настоящая жизнь» (реж. И. Охлобыстин),
«Мелодия летней ночи» (реж. Екатерина Калинина),
«Высота» (реж. Мурад Ибрагимбеков),
«Шаболовка» (реж. И. Квирикадзе),
«Высотка» (реж. Н. Джоржадзе),

2007 — «Батюшка», 8 серий (реж. В. К. Мищенко)

2006 — «Одна любовь на миллион» (реж. В. Щегольков)

2005 — «Ванечка» (реж. Е. Николаева)

2004 — «Зеркальные войны: Отражение первое» (реж. В.Чигинский)

2004 — «Узкий мост», 4сер. (реж. О. Базилов)

2004 — «Личный номер» (реж. Е. Лаврентьев)

2003 — «Золотой век» (реж. И. Хотиненко)

2003 — «Даша Васильева. Любительница частного сыска», 15 сер. (реж. А. Матешко)

2003 — «Деньги», 30сер. (реж. И. Дыховичный)

2002 — «На углу у Патриарших-3», 12 сер. (реж. В. Дербенёв)

2002 — «Удар Лотоса» (реж. А. Пороховщиков)

2001 — «Копейка» (реж. И. Дыховичный)

2001 — «Сабина Шпильрайн» (реж. Р.Фаенцо)

2000 — «Аффект» (реж. Ф. Кубийда)

2000 — «На углу у Патриарших-2», 12 сер. (реж. В. Дербенёв)

1999 — «Работа по-русски» (реж. Р. Копелли)

1997 — «Новогодняя история» (реж. А. Баранов)

1996 — «Шанхай» (реж. А.Баранов)

1995 — «Мертвое тело» (реж. Б.Мирза, В. Филимонов)

1994 — «Слабое сердце» (реж. Е. Шинарбаев)

1993 — «Место на серой треуголке» (реж. Е. Шинарбаев)

1992 — «Изобретатель Фараона», 2 сер. (реж. Г. Земель)

1991 — «Знаменитости на Тюдор стрит» (реж. М. Зимин)

1991 — «Козы Корпеш и баян Сулу», 2 сер. (реж. А. Ашимов)

1990 — «Кайсар» (реж. В. Пусурманов)

1989 — «Калоши» (реж. М. Васильев)

1988 — «Волчонок среди людей» (реж. Т. Теменов)

1987 — «Странный мир желаний и надежд» (реж. Б. Мустафин)

1986 — «Сказка о прекрасной Айсулу», 2сер. (реж. В. Чугунов, Р. Тажибаев)

1985 — «Непрофессионалы» (реж. С. Бодров)

1984 — «Сестра моя Люся» (реж. Е. Шинарбаев)

## Авторская разработка
2008 — «Зверь из бездны» (реж. А. Иванкин)

2007 — «Скрытые расходы» или «В гостях у сказки» (реж. Г. Константинопольский)

2007 — «Новая Москва», продюсер И. Р. Бондаренко

2005 — «Карантин»

2004 — «Гарпастум» (реж. А. Хамраев)

2004 — «Эвиленко» (реж. Дэвид Грико)

2000 — «Марсианские хроники» 

1993 — «Человек уходящий» (реж. Е. Шинарбаев)

1989 — «Месть» (реж. Е. Шинарбаев)

1988 — «Одержимые тенью» (реж. С. Бабаян)

## Награды
- Премия «Золотой орёл» в номинации «Лучшая работа художника-постановщика» за фильм «Сердце Пармы» (2023)
- Медаль «За заслуги в развитии изобразительного искусства» Московского Союза художников (2024)[5]